# Tomàs Martínez Miró
Tomàs Martínez Miró   (Porreres, 1954 - Sant Llorenç des Cardassar, 22 de febrer de 2024) va ser sindicalista, polític, pedagog i estudiós de la cultura popular. Es diplomà en magisteri a Palma (1974). Va exercir com a mestre d'ensenyament primari i d'adults. Formà part dels moviments de renovació educativa a les Balears i fou membre de la direcció de l'STEI des de 1990. En aquest àmbit dirigí l'Escola de Formació en Mitjans Didàctics de la qual va ser responsable a Manacor des de 2017. També va ser membre del Consell de Redacció de la revista Pissarra des del 1983. Va ser cap del gabinet del conseller d'Educació i Cultura Damià Pons en la legislatura 1999-2003.
El 1987, juntament amb Jaume Bonet Moll, va promoure el partit polític Vida i Autonomia, que el 1991-92 s'incorporà al PSM-Entesa Nacionalista. El 1993 fou membre fundador i president de l'Associació per al Foment de l'Agricultura Ecològica. Entre altres activitats, és el director del grup musical "Arpellots Havaneres Band", fundat el 1994, i el president de l'Obra Cultural Balear de Sant Llorenç des Cardessar. Com a estudiós de la cultura popular cal destacar la publicació de Terres de llegendes (1989), amb Miquel Sbert; Les festes a les Illes (1998), amb Maria del Mar Janer; Calendari llorencí 2009 (2008); Pronòstic, Calendari per a la Mallorca del2010 (2009) —que també es publicà al llarg de sis anys més— i En Tià de sa Real. Notes per a l'estudi de la figura i l'obra de Sebastià Gelabert (2016), biografia del glosador  Sebastià Gelabert "En Tià de sa Real".
Tomàs Martínez va morir el 22 de febrer de 2024.

## Obra[10]
- Quinze són quinze: llengua i música a l'escola. Ciutat de Mallorca: Premsa Universitària, 1989.
- Ensenyament del català. Recull de legislació. 1989.
- Amb Alícia Mulet. Giny. Palma, Moll, 1991.(Gravació sonora).
- L'hort ecològic escolar, mètode de parades en crestall. Palma, AFAE, Prensa Universitaria, 1998.[11]
- Els sectors econòmics de les Balears. Palma, Escola de Formació en Mitjans Didàctics, 1991. Edició coordinada per Pedro Polo i Tomàs Martínez. (Amb Quadern Didàctic).
- Amb Felip Munar Munar. Amb paraules ben planeres. Propostes didàctiques per al batxillerat a partir de l'obra de Josep Maria Llompart. Palma, Escola de Formació en Mitjans Didàctics, 1995.
- TRUCHE, Annick, SANTANDREU, Maria Antònia i CAREZIS, Alice. Apprendre à apprendre le français; : niveau élémentaire. Edició coordinada per Maria Antònia Santandreu, Carol Williams i Tomàs Martínez. Palma: Institut Balear d'Administració Pública, 1996.(2 gravacions sonores).
- WILLIAMS, Carol, MARTÍ, Catalina i SANTANDREU, Maria Antònia. Aprenem a parlar català A1. Edició coordinada per Maria Antònia Santandreu, Carol Williams i Tomás Martínez ; assessorament lingüístic, Catalina Martí. Palma: Institut Balear d'Administració Pública, 1996.(1 gravació sonora).
- WILLIAMS, Carol, JONES, John. Learning to learn English. Elementary level. Palma, Institut Balears de la Funció Pública, 1996. Edició coordinada per Maria Antònia Santandreu, Carol Williams i Tomàs Martínez.
- MATTHIESEN I LUCKE, Brigitte. Lernen zu lernen Deutsch. Palma, Institut Balears de la Funció Pública, 1996. Edició coordinada per Maria Antònia Santandreu, Carol Williams i Tomàs Martínez.
- LLADÓ, Joana [et al] Aprenem a parlar català A1-A2. Edició coordinada per Maria Antònia Santandreu, Carol Williams i Tomás Martínez; assessorament lingüístic, Catalina Martí i Aina Montaner. Palma: Institut Balear d'Administració Pública, 1996.(1 gravació sonora).
- El huerto ecológico. Cuadernos de Pedagogía 245 (1996) 23-26.
- Amb Maria del Mar Janer Mulet. Les festes a les illes. Palma, M. Janer, 1998.
- Amb Gaspar Caballero de Segovia. El huerto ecológico escolar y familiar; método Gaspar Caballero de Segovia. Palma, AFAE, Prensa Universitaria, 1998.
- Mallorca. L'experiència dels horts ecològics a les escoles. Guix. Elements d'acció educativa 338 (2007) 18-23.
- Més que havaneres. Sant Jordi: Associació Arpellots Havaneres Band, 2008.
- Calendari llorencí 2009: calendari nou, que dona aigua quan plou. Sant Llorenç des Cardessar: OCB-Flor de Card, 2009.
- Parenòstic, calendari per a la Mallorca del 2009: calendari nou, que dona aigua quan plou Palma: Escola de Formació en Mitjans Didàctics, 2009, 2013, 2014, 2015 i 2016.
- En Tià de sa Real. Notes per a l'estudi de la figura i l'obra de Sebastià Gelabert. Sant Llorenç, Ajuntament de Sant Llorenç - Institució Pública Antoni M. Alcover - Associació Flor de Card, 2016.[12]
- Cultura popular i tradicional. La meva terra. Un poema de Josep Calafat convertit en Havanera. I Jornades d'Estudis del Pla de Sant Jordi. 2017.
- Cada cosa a son temps i per Nadal, neules. Les neules. Notes per a l'estudi d'una tradició secular. Calonge: Adia Edicions, 2022.- ("Foramida"; 13).[13]